# Montenegros geografi

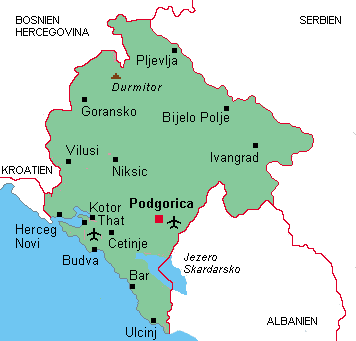
Montenegro

Montenegros geografi domineras av bergslandskap, varav endast vissa delar skogklätt. Landet har kust mot Adriatiska havet i Medelhavet i söder. I sydöst ligger Shkodrasjön  som delas mellan Montenegro och Albanien. Det högsta berget är Durmitor i landets norra del.